# CryEngine (серия движков)
CryEngine — игровой движок, созданный немецкой частной компанией Crytek в 2002 году. CryEngine используется во всех играх, разработанных самой Crytek, начиная с Far Cry и по настоящее время; разработчики последовательно дорабатывали движок, выпуская новые версии. Crytek также предлагает движок для лицензирования другим компаниям. Французская компания Ubisoft использует собственную, сильно модифицированную версию движка под названием Dunia Engine.
С 21 августа 2013, новый CryENGINE не идентифицируется номерами версий. Причина такого изменения, по словам компании, в том, что со времени релиза CryENGINE 3, движок претерпел значительные изменения и более не является тем же самым движком, а постоянные обновления и улучшения будут поддерживать его на высоком уровне конкурентоспособности.
Весной 2016 года, с выпуском CryEngine V, компания перешла на модель распространения «плати сколько хочешь», предполагающую возможность свободно использовать движок для разработки игр (свободное использование для неигровых приложений запрещено), код CryEngine был опубликован (под проприетарной лицензией) на GitHub.
- CryEngine — игровой движок, созданный немецкой частной компанией Crytek в 2002 году.
- CryEngine 2 — игровой движок, созданный немецкой компанией Crytek в 2007 году.
- CryEngine 3 — игровой движок, созданный немецкой компанией Crytek в 2009 году.
- CryEngine 3 SDK — набор программных инструментов для разработки компьютерных игр на игровом движке CryEngine 3.
- CryEngine (4-го поколения) — игровой движок, созданный немецкой компанией Crytek в 2013 году.
- CryEngine V — игровой движок, созданный немецкой компанией Crytek в 2016 году.